# Ulica Wschodnia w Łodzi

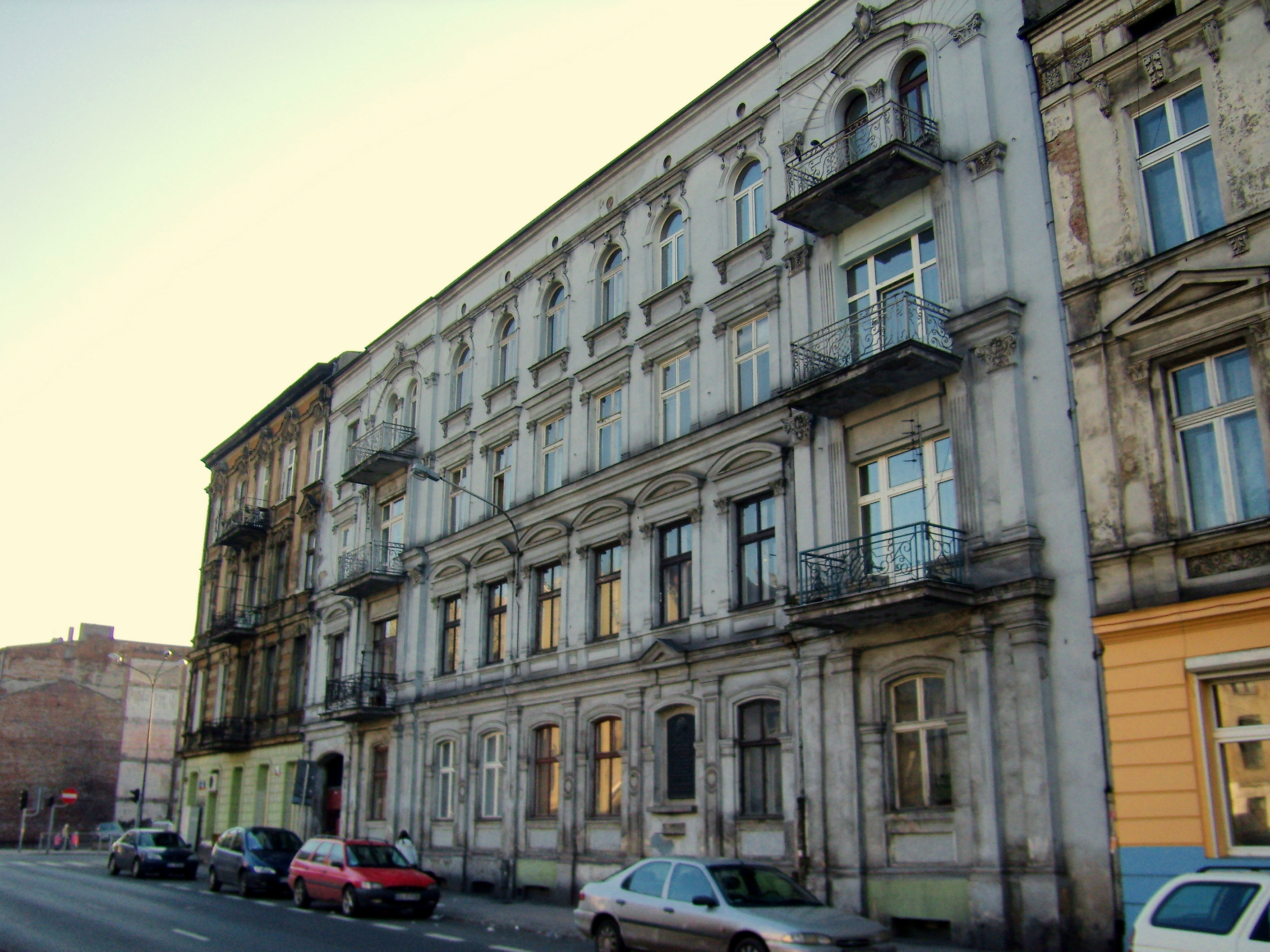
Dom przy ul. Wschodniej 19 w Łodzi, miejsce tajnej drukarni „Robotnika” 1899–1900 prowadzonej przez Józefa Piłsudskiego, stan z 2008

Ulica Wschodnia Łodzi – ulica o długości 930 metrów, biegnąca od ul. Północnej do ul. prezydenta Gabriela Narutowicza.

## Historia
Ulica powstała w latach 1821–1823 wraz z regulacją (wyznaczeniem) osady sukienników, którą nazwano Nowe Miasto. Nowa osada została umiejscowiona na przeciwległym brzegu rzeczki Łódka, na południe od Starego Miasta. Osiedle zaprojektowane zostało na bazie kwadratu z oktagonalnym rynkiem (Rynek Nowego Miasta – dzisiejszy plac Wolności), na którym krzyżowały się prostopadłe ulice. Kontur osady ograniczały ulice: Zachodnia, Północna, Wschodnia i Południowa.
Przy ulicy Wschodniej 19 mieszkał w latach 1899–1900 pod przybranym nazwiskiem marszałek Józef Piłsudski, prowadząc tajną drukarnię „Robotnika” organu PPS. Drukarnia istniała do 22 lutego 1900, kiedy to aresztowania i likwidację drukarni przeprowadziła carska Ochrana. Na budynku znajduje się pamiątkowa tablica.
Przy ulicy Wschodniej 50 mieszkał Władysław Reymont, noblista, autor Chłopów. Materiały do tego dzieła zaczął zbierać w 1896 przebywając przez blisko rok w Łodzi.
W czasie wojny przy ulicy Wschodniej – przy placu węglowym niedaleko rogu z ulicą Południową padła jedna z nielicznych, zrzuconych na Śródmieście Łodzi bomb. Nie wywołała znacznych zniszczeń. Jesienią 1939 okupanci niemieccy przejęli znaczny nakład polskich widokówek przedstawiających kamienicę przy ulicy Wschodniej 19. Pocztówki te, z odpowiednią, nadrukowaną adnotacją w języku niemieckim były jednymi z pierwszych kart pocztowych, jakie żołnierze Wehrmachtu wysyłali w rodzinne strony z podbitej Łodzi. Działo się to jeszcze przed zmianą nazwy miasta na Litzmannstadt.
Przy ulicy Wschodniej znajdował się szynk Kokolobolo – ulubiony lokal Ślepego Maksa (Maxa) – legendarnej postaci łódzkiego półświatka.
Ulica zmieniała swoją nazwę dwukrotnie. Pierwszy raz w 1935 po śmierci marszałka Józefa Piłsudskiego, nazwano jego imieniem tę ulicę. Następnie podczas okupacji na Oststrasse. Po wojnie, powrócono do pierwotnej nazwy.

## Opis
Numeracja ulicy Wschodniej nie zaczyna się od numeru 1. Jest to wynikiem wyburzeń, jakie miały początek w 1941 po założeniu łódzkiego getta. Dzięki wyburzeniom miano stworzyć tzw. pas sanitarny oddzielający getto od miasta. Ostateczne uporządkowanie terenów powyburzeniowych miało miejsce po wojnie. W latach 50. powstał na tych terenach Park Staromiejski (zwany Parkiem Śledzia). W niektórych miejscach parku do dziś można oglądać ceglane fundamenty starych kamienic. Północna część Wschodniej – wraz z kilkoma początkowymi numerami wchodziła od 1940 w teren Getta Litzmannstadt. Parkan getta przegrodził ulicę i spowodował zmiany widoczne do dziś. W nieistniejących już budynkach o początkowych numerach znajdowały się między innymi jatki żydowskie z mięsem koszernym. Ulica Wschodnia łączyła się w ulicą Wolborską, na której znajdowała się sławna synagoga w stylu neomauretańskim. Ulica Wschodnia stanowiła główny trakt, przy którym nastąpiła akcja przesiedleń Żydów mieszkających na południe od dzisiejszej ulicy Północnej. Na zachowanych zdjęciach z początku 1940 można zauważyć, że północna część ulicy leżała wyżej niż centralna część Wschodniej. Po wojnie zniwelowano teren. Pozostałością dawnego ukształtowania terenu jest wzniesienie w północnej części Parku Staromiejskiego.
Przed wojną ulica Wschodnia była w większości zamieszkana przez ludność żydowską. Ulica ta była centrum rzemieślniczym – mistrzów krawiectwa, kaletnictwa, kuśnierstwa. Północna część ulicy obfitowała w jatki. Południowa i centralna część ulicy została zabudowana kamienicami czynszowymi ze wspaniałymi, zdobnymi w sztukaterie frontonami. Większość żydowskich mieszkańców Wschodniej została przesiedlona do getta, a następnie zgładzona w obozach śmierci.
Przy ulicy Wschodniej działają dwie galerie: „Wschodnia” i „Rynek Sztuki”, redakcja miesięcznika Tygiel Kultury, oddział Stowarzyszenia Pisarzy Polskich, a także oddział Związku Literatów Polskich.

## Numeracja i kody pocztowe
- Numery parzyste: 10-74
- Numery nieparzyste: 5a-69
- Kody pocztowe: 91-417 (2-26, 1-19); 90-272 (21-47); 90-271 (28-52); 90-267 (49-53); 90-263 (54-58); 90-266 (60-d.k., 55-d.k.)

## Ważniejsze obiekty
Synagogi
- Synagoga Chunego Hamburskiego w Łodzi
- Synagoga Arona Kona w Łodzi (ul. Wschodnia 10)
- Synagoga Arona Russaka w Łodzi
- Synagoga Wigdora Jakubowicza i Chaskiela Banata w Łodzi (ul. Wschodnia 18)
- Synagoga Zalmana Bibergala i Majera Lichtensztejna w Łodzi (ul. Wschodnia 24)
- Synagoga Zeliga Rajbenbacha w Łodzi (ul. Wschodnia 25)
- Synagoga Arona Czlenowa i Zalmy Krenicera w Łodzi
- Synagoga Zalmana Bibergala i Majera Lichtensztejna w Łodzi (ul. Wschodnia 29)
- Synagoga Szlamy Kaca w Łodzi (ul. Wschodnia 33)
- Synagoga Pinkusa Libermana w Łodzi
- Synagoga Arona Rokmana i Dawida Epsztejna w Łodzi
- Synagoga Szmula Szlamowicza w Łodzi
- Synagoga Majera Kestenberga w Łodzi
- Synagoga Berka Lipszyca w Łodzi
- Synagoga Abrama Lipszyca w Łodzi (ul. Wschodnia 53)
- Synagoga Chaima Nejmana w Łodzi (ul. Wschodnia 54)
- Synagoga Icka Szalmy Mowszowicza w Łodzi
- Synagoga Abrama Lipszyca w Łodzi (ul. Wschodnia 58)
- Synagoga Mendela Krakowskiego w Łodzi
- Synagoga Bencjona Kissyna w Łodzi